# Seznam perujskih nogometašev
Seznam perujskih nogometašev.

## A
- Acasiete Ariadela Santiago

## B
- Bazalar Cruzado Juan C.
- Butron Gotuzzo Leao

## C
- Cominges Mayorga Juan
- Cubillas Teófilo

## F
- Farfan Guadalupe Jefferson
- Flores Ascencio Juan

## G
- Garcia Mezones Julio César
- Guadalupe Rivadeneyra Luis
- Guerrero Gonzales Paolo

## I
- Ismodes Saravia Carlos

## J
- Jayo Legario Juan José

## L
- La Rosa Llontop Juan C.

## M
- Mendoza Zambrano José

## P
- Palacios Mestas Roberto
- Pizarro Bosio Claudio

## R
- Rebosio Compans Miguel

## S
- Salas Castillo Hilden
- Solano Todco Nolberto

## V
- Vargas Risco Juan Manuel
- Vassallo Ferrari Gustavo
- Vilchez Soto Walter
- Villalta Hurtado Miguel